# Guerre de Succession du Portugal
 (signalé en mai 2025).
Si vous disposez d'ouvrages ou d'articles de référence ou si vous connaissez des sites web de qualité traitant du thème abordé ici, merci de compléter l'article en donnant les références utiles à sa vérifiabilité et en les liant à la section « Notes et références ».
- Archive Wikiwix
- Bing
- Cairn
- DuckDuckGo
- E. Universalis
- Gallica
- Google
- G. Books
- G. News
- G. Scholar
- Persée
- Qwant
- (zh) Baidu
- (ru) Yandex
- (wd) trouver des œuvres sur Wikidata

Batailles
Bataille d'Alcántara – Prise de Porto – Bataille de Salga – Bataille des Açores
La guerre de Succession du Portugal est un conflit qui se déroula de 1580 à 1583 et eut pour motif la succession du roi Sébastien Ier de Portugal en 1578, puis de son grand-oncle Henri Ier (roi de Portugal) « le cardinal-roi » en 1580, morts sans héritier.

## Contexte
À la mort du roi Sébastien Ier de Portugal, le 4 août 1578, puis à la mort de Henri Ier (roi de Portugal), le 31 janvier 1580, le roi Philippe II d'Espagne, faisant valoir son droit de succession à la couronne portugaise, ordonne l'invasion militaire du pays.
L'infant Antoine se proclame roi par ailleurs, mais ses troupes sont défaites par l'armée espagnole lors de la bataille d'Alcántara et, un an plus tard, Philippe II est reconnu roi du Portugal.
Ce conflit ouvre une période pendant laquelle l'Union ibérique, constituée du Portugal ainsi que des autres royaumes hispaniques, a à sa tête un unique monarque dans une union dynastique aeque principaliter, qui se prolonge jusqu'en 1640, date à laquelle commence la guerre de Restauration du Portugal.

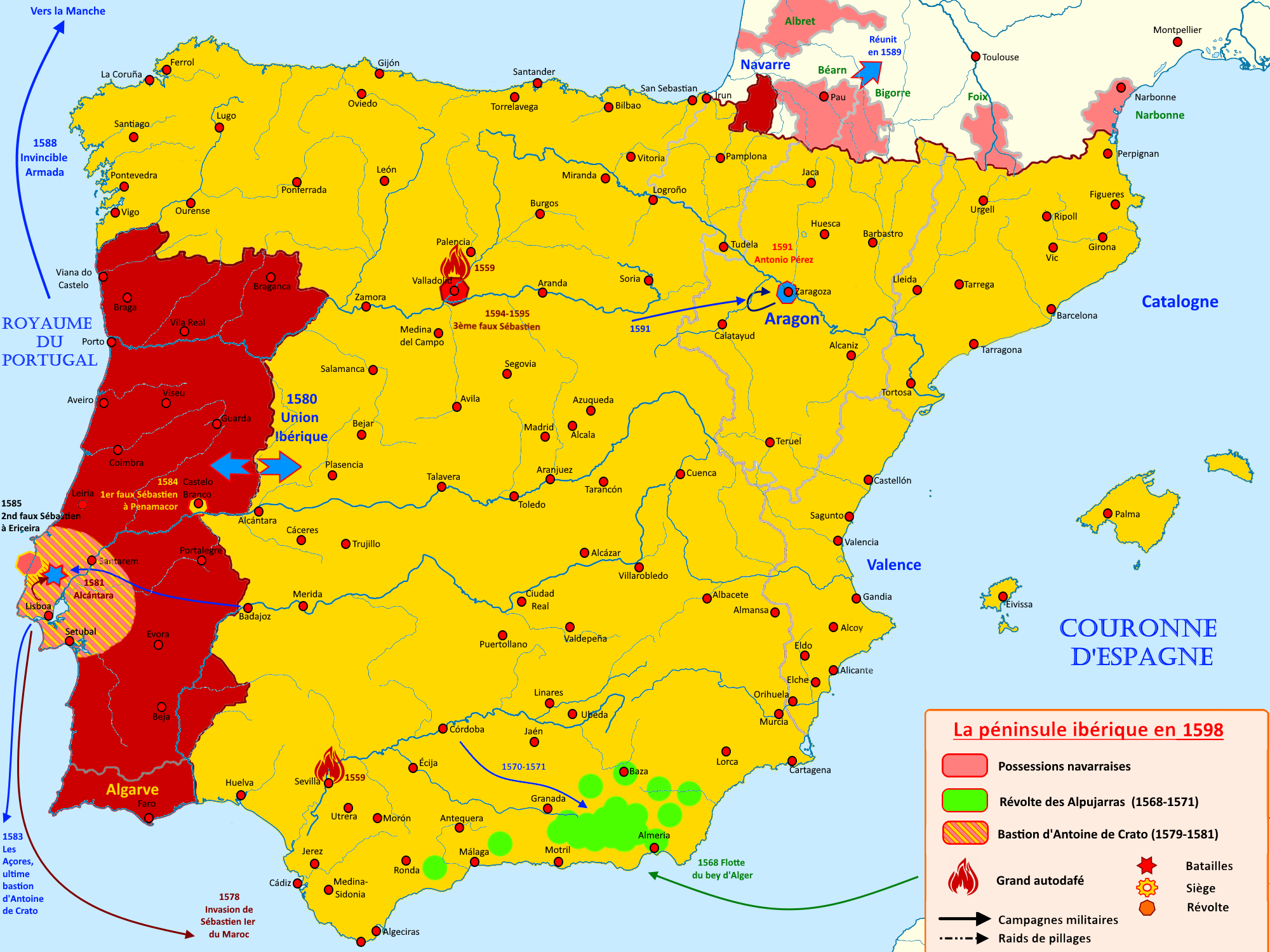
Carte de la péninsule ibérique en 1598